# Long Live Love (musikalbum)
Long Live Love, släppt 1974, är ett album av Olivia Newton-John.
Låten "I Honestly Love You" var hennes första singeletta i USA, släppt på albumet If You Love Me, Let Me Know.
Titelspåret "Long Live Love" framförde hon i Eurovision Song Contest 1974, tävlande för Storbritannien.

## Låtlista
(Låtskrivare inom parentes)

### Sida A
1. "Free The People" (av Barbara Keith)
2. "Angel Eyes" (av Tony Macaulay och Keith Potger)
3. "Country Girl" (av Alan Hawkshaw och Peter Gosling)
4. "Someday" (av Gary Benson och David Mindel)
5. "God Only Knows" (av Brian Wilson och Tony Asher)
6. "Loving You Ain't Easy" (av Gary Sulsh, Bob Saker och Stuart Leathwood)

### Sida B
1. "Home Ain't Home Anymore" (av John Farrar och Peter Robinson)
2. "Have Love Will Travel" (av Roger Greenaway och Geoff Stephens)
3. "I Honestly Love You" (av Peter Allen och Jeff Barry)
4. "Hands Across The Sea" (av Ben Findon och Geoff Wilkins)
5. "The River's Too Wide" (av Bob Morrison)
6. "Long Live Love" (av Valerie Avon och Harold Spiro)